# Šutó Mačino
Šutó Mačino (japonsky 町野 修斗; * 30. září 1999) je japonský fotbalista , který hraje jako útočník za Holstein Kiel a japonskou reprezentaci.

## Reprezentační kariéra
13. července 2022 byl Mačino poprvé povolán do reprezentace. Hrál na EAFF E-1 Football Championshipu 2022, 19. července 2022 vstřelil dva góly v zápase proti Hongkongu. 27. července vstřelil gól proti Jižní Koreji. Byl součástí týmu na Mistrovství světa ve fotbale 2022, v nominaci nahradil zraněného Jutu Nakajamu. Na Mistrovství světa 2022 ale do žádného zápasu nenastoupil.